# Grigorij Nikulin
Grigorij Nikulin (russisk: Григо́рий Гео́ргиевич Нику́лин) (født 5. december 1922 i Bolsjaja Tresjjevka i Russiske SFSR, død 15. august 2007 i Sankt Petersborg i Rusland) var en sovjetisk filminstruktør og manuskriptforfatter.

## Filmografi
- 713-j prosit posadku (713-й просит посадку, 1962)[1][2]